# Sellos de Alemania en 2011
Los sellos de Alemania en el año 2011 fueron puestos en circulación por el Deutsche Post, la administración postal de Alemania. En total se emitieron 54 sellos postales (1 en hoja bloque), comprendidos en 37 series filatélicas con temáticas diversas.

## Descripción
| Imagen | Fecha de emisión | Nombre del sello (descripción) | Dimensiones (mm)       | Valor facial (en €) |
| ------ | ---------------- | --- | ---------------------- | ------------------- |
|        | 03.01            | «Flores» 1) Una flor del género Platycodon | 21,5 × 30,1            | 0,75                |
|        | 03.01            | «Para la beneficencia – Loriot, el perro que habla» Ilustraciones representativas de cuatro sketches del famoso humorista Loriot: 1) Der sprechende Hund (El perro que ladra) | 55,0 × 32,8            | 0,45+0,20           |
|        | 03.01            | 2) Auf der Rennbahn (En la pista de carreras) | 55,0 × 32,8            | 0,55+0,20           |
|        | 03.01            | 3) Herren im Bad (Señores en el baño) | 55,0 × 32,8            | 0,55+0,20           |
|        | 03.01            | 4) Das Frühstücksei (El huevo del desayuno) | 55,0 × 32,8            | 1,45+0,20           |
|        | 03.01            | «Pintura alemana» 1) El óleo El caminante sobre el mar de nubes (Der Wanderer über dem Nebelmeer) del pintor Caspar David Friedrich (1818) | 35,0 × 35,0            | 0,55                |
|        | 03.01            | «Parques nacionales y naturales de Alemania» 1) Ilustración alusiva al parque nacional Kellerwald-Edersee (Hesse) | 44,2 × 26,2            | 1,45                |
|        | 03.01            | «Vuelo sobre el Wasserkuppe» 1) Modelo de planeador usado para sobrevolar el Wasserkuppe, la montaña más alta de (Hesse), en las primeras décadas del siglo XX; los primeros vuelos de planeador en esta montaña se iniciaron en 1911, y desde entonces se ha convertido ésta en un punto de referencia de la aviación en planeador de Alemania                                                                | 44,2 × 26,2            | 0,45                |
|        | 03.02            | «Patrimonio de la Humanidad de la UNESCO» 1) La ciudad vieja de Ratisbona | 44,2 × 26,2            | 0,75                |
|        | 03.02            | 2) El templo budista Yakushi-ji en la ciudad japonesa de Nara | 44,2 × 26,2            | 0,55                |
|        | 03.02            | «200º aniversario del nacimiento de Franz Liszt» 1) Retrato del compositor Franz Liszt, y de fondo un fragmento de la partitura de una de sus composiciones | 44,2 × 26,2            | 0,55                |
|        | 03.02            | «Vista de los dos castillos en el valle del Werra» 1) Pintoresca vista de los castillos Hanstein y Ludwigstein en el valle del Werra, motivo de inspiración de muchos pintores y uno de los símbolos de la Reunificación alemana: el río Werra marcaba en ese trayecto la frontera entre la RFA y la RDA, dejando así a los castillos, ubicados en riberas opuestas uno enfrente del otro, en países distintos | 44,2 × 26,2            | 0,90                |
|        | 03.03            | «Correos – Los cuatro elementos» 1) Agua: gotas de agua en una hoja | 44,2 × 26,2            | 0,55                |
|        | 03.03            | 2) Tierra: duna de un desierto | 44,2 × 26,2            | 0,55                |
|        | 03.03            | 3) Fuego: una erupción volcánica | 44,2 × 26,2            | 0,55                |
|        | 03.03            | 4) Aire: el cielo con nubes | 44,2 × 26,2            | 0,55                |
|        | 07.04            | «Casas de paredes entramadas en Alemania» Dos ejemplares representativos de casas de paredes entramadas alemanas de la baja Edad Moderna 1) El ayuntamiento de Alsfeld (Hesse), construido entre 1512 y 1516 | 34,9 × 34,9            | 0,45                |
|        | 07.04            | 2) La posada "Weißes Roß" (Caballo blanco) en Hartenstein (Sajonia), de 1625 | 34,9 × 34,9            | 0,55                |
|        | 07.04            | «Para el deporte» Dibujos alusivos a tres eventos deportivos celebrados en Alemania 1) Copa Mundial Femenina de Fútbol de 2011: una portera | 55,0 × 32,8            | 0,45+0,20           |
|        | 07.04            | 2) Copa Mundial Femenina de Fútbol de 2011: una delantera | 55,0 × 32,8            | 0,55+0,25           |
|        | 07.04            | 3) El Campeonato Europeo de Gimnasia de 2011, celebrado en Berlín del 5 al 10 de abril | 55,0 × 32,8            | 0,55+0,25           |
|        | 07.04            | 4) El Campeonato Europeo de Hockey sobre Hierba de 2011, celebrado en Mönchengladbach del 20 al 28 de agosto | 55,0 × 32,8            | 1,45+0,55           |
|        | 05.05            | «Europa» 1) Serie anual a cargo de PostEurop, ese año bajo el tema El bosque Un motivo alusivo que representa los troncos de unos árboles sobre un fondo policromático de luz irisada | 44,2 × 26,2            | 0,55                |
|        | 05.05            | «125 años del automóvil» 1) El primer vehículo de motor hecho en Alemania, patentado por la firma Benz & Cie. en 1886 | 44,2 × 26,2            | 0,55                |
|        | 05.05            | «150 años del Museo Wallraff-Richartz» 1) Vista de la fachada y de la colección de pintura barroca del Museo Wallraf-Richartz, ubicado en Colonia | 35,0 × 35,0            | 0,85                |
|        | 05.05            | «150 años de la Confederación Alemana de Cámaras de Industria y Comercio» 1) El logotipo de la Confederación Alemana de Cámaras de Industria y Comercio, Deutsche Industrie- und Handelskammertag (DIHK) y el nombre de las ciudades donde existe una representación | 44,2 × 26,2            | 1,45                |
|        | 05.05            | «100 años de la Ley de Seguridad Social del Imperio Alemán» 1) Los tres pilares de la Ley de Seguridad Social del Imperio Alemán (Reichsversicherungsordnung) de 1911: Seguro de enfermedad (Krankenversicherung), seguro de accidente (Unfallversicherung) y seguro de jubilación (Rentenversicherung) | 44,2 × 26,2            | 2,05                |
|        | 09.06            | «200 años del centro de gimnasia de Friedrich Ludwig Jahn» 1) Litografía del primer centro al aire libre de gimnasia de Alemania, levantado en 1811 por el pedagogo Friedrich Ludwig Jahn, conocido como el "padre de la gimnasia", en Berlín | 44,2 × 26,2            | 1,65                |
|        | 09.06            | «175 años de los barcos de vapor sajones» (HB) 1) Vista del río Elba a su paso por Dresde, con un barco de vapor en primer plano. La hoja bloque muestra unas postales antiguas de los barcos de vapor de la línea de Sajonia (Sächsische Dampfschifffahrt) | 34,9 × 34,9 (105 × 70) | 2,20                |
|        | 09.06            | «125 años del tren de la playa "Molli"» 1) Dibujo del tren de la playa "Molli", que comunica las localidad de Bad Doberan con los balnearios del mar Báltico Heiligendamm y Kühlungsborn, en el estado federado de Mecklemburgo-Pomerania Occidental | 44,2 × 26,2            | 0,45                |
|        | 09.06            | «50 años de Amnistía Internacional» 1) Foto alusiva que representa una luz al final de un túnel | 44,2 × 26,2            | 0,55                |
|        | 07.07            | «Faros» 1) El faro de Arngast en el distrito homónimo (Baja Sajonia) | 35,0 × 35,0            | 0,55                |
|        | 07.07            | 2) El faro Dahmeshöved en el distrito de Dahme (Schleswig-Holstein) | 35,0 × 35,0            | 0,90                |
|        | 07.07            | «500 años de Till Eulenspiegel» 1) Ilustración del personaje Till Eulenspiegel, un bufón del folklor popular medieval alemán, con diversos objetos de su repertorio | 35,0 × 35,0            | 0,55                |
|        | 07.07            | «150 años de la Confederación Alemana de Tiradores» 1) Tres blancos de tiro: para rifle de aire 10 m, para pistola de aire y para tiro con arco, y una medalla histórica que representa la entrega de los premios en el primer Festival de Tiro de Gotha (1861) | 34,9 × 34,9            | 1,45                |
|        | 07.07            | «Flores» Serie básica alemana: 1) Una genciana | 21,50 × 30,1           | 5,00                |
|        | 11.08            | «75 años del Día del Sello en Alemania» 1) Ilustración de una carta franqueada: de fondo se ve la corneta típica que representa al servicio postal de Alemania | 44,2 × 26,2            | 0,55+0,25           |
|        | 11.08            | «Para la juventud» Ilustraciones de diferentes estructuras del Universo 1) La nebulosa Cabeza de Caballo | 55,0 × 32,8            | 0,45+0,20           |
|        | 11.08            | 2) El Sistema Solar | 55,0 × 32,8            | 0,55+0,25           |
|        | 11.08            | 3) El Sistema Solar | 55,0 × 32,8            | 0,55+0,25           |
|        | 11.08            | 4) Las Pléyades | 55,0 × 32,8            | 1,45+0,55           |
|        | 11.08            | «150 años del descubrimiento del Archaeopteryx» 1) Esqueleto fosilizado en una estela de piedra de un Archaeopteryx | 35,0 × 35,0            | 0,55                |
|        | 15.09            | «Para los niños» 1) Dibujo infantil que representa un acuario | 35,0 × 35,0            | 0,55                |
|        | 15.09            | «Patrimonio de la Humanidad de la Unesco» 1) Ilustración de la iglesia fortificada de Biertan en la región de Transilvania, Rumanía; de fondo se ve un mapa histórico de la región | 35,0 × 35,0            | 0,75                |
|        | 15.09            | «100 años del túnel bajo el Elba» 1) Dibujo alusivo al túnel bajo el río Elba en la ciudad de Hamburgo, construido en 1911 | 44,2 × 26,2            | 0,55                |
|        | 13.10            | «En Alemania, en casa – Riqueza de ideas» Diferentes objetos inventados por alemanes 1) Tres objetos de la vida diaria: un termo (1903), una currywurst y una bolsita de té de doble cámara (1949) | 44,2 × 26,2            | 0,45                |
|        | 13.10            | 2) Tres inventos técnicos: el gramófono de Emil Berliner (1887), el magnetófono de bobina abierta de Fritz Pfleumer (1928) y el MP3 del Instituto Fraunhofer (1987) | 44,2 × 26,2            | 0,55                |
|        | 13.10            | «175 años de la Pinacoteca Antigua de Múnich» 1) Foto antigua de la Pinacoteca Antigua de Múnich | 44,2 × 26,2            | 1,45                |
|        | 13.10            | «Sello de luto» 1) Una flor de Calla palustris como símbolo de luto | 35,0 × 35,0            | 0,55                |
|        | 10.11            | «Navidad» Detalles de dos vidrieras en una iglesia de la localidad renana de Nettersheim 1) Un pasaje de la vida del santo Martín de Tours | 55,0 × 32,8            | 0,45+0,20           |
|        | 10.11            | 2) El santo Nicolás de Bari entregando regalos a unos niños | 55,0 × 32,8            | 0,55+0,25           |
|        | 10.11            | «150 años del nacimiento de Emil Wiechert» 1) Retrato del físico y sismólogo Emil Wiechert | 35,0 × 35,0            | 0,90                |
|        | 10.11            | «50 años de la reapertura de la Iglesia Memorial Kaiser Wilhelm» 1) Vista de la Iglesia Memorial Kaiser Wilhelm en Berlín | 35,0 × 35,0            | 0,55                |
|        | 10.11            | «50 años Adveniat» 1) Dibujo alusivo a la organización episcopal de ayuda Adveniat | 35,0 × 35,0            | 0,55                |